# Giulia Lacedelli
Giulia Lacedelli (Cortina d'Ampezzo, 22 marzo 1971) è un'ex giocatrice di curling italiana, del Curling Club Dolomiti.

## Carriera sportiva

### Nazionale
Il suo esordio con la maglia azzurra è con la nazionale italiana junior femminile di curling nel campionato mondiale junior del 1989 disputato a Markham, in Canada, in quell'occasione l'Italia si piazzò al decimo posto. Il 22 marzo 1989 nella partita contro la squadra statunitense terminata 16 a 0 per le americane partecipa alla peggior sconfitta della nazionale italiana junior femminile di curling di sempre.
Giulia partecipò a tre mondiali junior con la nazionale junior totalizzando 27 partite.
Nel 1992 entrò nella formazione della nazionale femminile, dove rimarrà con brevi eccezione fino al 2008. Nel 2006 la squadra femminile italiana vince la medaglia d'argento ai campionati europei disputati a Basilea, in Svizzera. Questo è il miglior risultato ottenuto dall'atleta ed il miglior risultato ottenuto dalla nazionale italiana femminile, eguagliato solo nel 1982 dalla squadra capitanata da Maria Grazia Lacedelli. Lacedelli ha disputato con la nazionale quattordici europei, cinque mondiali e nel 2006 ha partecipato ai XX Giochi olimpici invernali, totalizzando 170 partite con la nazionale assoluta (su 197 partite in cui ha rappresentato la nazionale).
CAMPIONATI
Nazionale junior
- Mondiali junior
  - 1989 Markham ( Canada) 10°
  - 1990 Portage la Prairie ( Canada) 9°
  - 1991 Glasgow ( Scozia) 9°

Nazionale assoluta
- Olimpiadi invernali
  - 2006 Torino ( Italia) 10°
- Mondiali
  - 2003 Winnipeg ( Canada) 9°
  - 2004 Gävle ( Svezia) 9°
  - 2005 Paisley ( Scozia) 11°
  - 2006 Grande Prairie ( Canada) 9°
  - 2007 Aomori ( Giappone) 12°
- Europei
  - 1992 Perth ( Scozia) 9°
  - 1993 Leukerbad ( Svizzera) 11°
  - 1994 Sundsvall ( Svezia) 13°
  - 1995 Grindelwald ( Svizzera) 12°
  - 1996 Copenaghen ( Danimarca) 9°
  - 1997 Füssen ( Germania) 11°
  - 1998 Flims ( Svizzera) 10°
  - 1999 Chamonix ( Francia) 10°
  - 2002 Grindelwald ( Svizzera) 11°
  - 2003 Courmayeur ( Italia) 5°
  - 2004 Sofia ( Bulgaria) 6°
  - 2005 Garmisch-Partenkirchen ( Germania) 6°
  - 2006 Basilea ( Svizzera) 2° 
  - 2007 Füssen ( Germania) 6°

### Percentuale di gioco
Il campionato in cui è registrata la miglior prestazione di Giulia con la squadra nazionale è l'europeo del 2006 disputato a Basilea. In questo campionato giocò con una percentuale media di precisione del 77%, toccando il massimo nella partita contro la Svezia (vinta 9-2) dove la precisione è stata dell'88%. Il campionato con la peggiore prestazione registrata è il mondiale del 2005 a Paisley. In questo campionato giocò con una percentuale media di precisione del 63%, toccando il minimo nella partita contro il Canada (persa 4-11) dove la precisione è stata del 43%.
- 2003 mondiale di Winnipeg, precisione: 69% (viceskip)
- 2003 europeo di Courmayeur, precisione: 69% (viceskip)
- 2004 mondiale di Gävle, precisione: 64% (viceskip)
- 2004 europeo di Sofia, precisione: 63% (viceskip)
- 2005 mondiale di Paisley, precisione: 63% (viceskip, una partita da second: 47%)
- 2006 Olimpiadi di Torino, precisione: 67% (viceskip)
- 2006 mondiale di Grande Prairie, precisione: 72% (viceskip)
- 2006 europeo di Basilea, precisione: 77% (viceskip)
- 2007 mondiale di Aomori, precisione: 63% (viceskip: 66%, skip: 50%)

### Campionati italiani
Con sedici medaglie d'oro, tre d'argento e un bronzo ai campionati italiani assoluti di curling è l'atleta italiana più titolata in questo sport, sia in campo femminile sia in campo assoluto.
Giulia ha inoltre disputato il campionato italiano junior di curling vincendo una medaglia d'oro, ed il campionato italiano misto di curling vincendo una medaglia d'argento e una di bronzo.
- Italiani assoluti:

- Italiani junior:

- Italiani misti:

## Discendenza
Giulia è figlia della giocatrice di curling Ann Urquhart.